# The Musketeer
The Musketeer is een Europees-Amerikaanse film uit 2001 van Peter Hyams en heeft als alternatieve titel D'Artagnan. De film is losjes gebaseerd op het boek De drie musketiers van Alexandre Dumas père.
Deze film is wat meer gericht op de hoofdpersoon D'Artagnan dan overige films, daardoor komen de andere drie musketiers minder in beeld. Er is een zekere Oosterse invloed te merken in de gevechtstechnieken; mogelijk om mee te kunnen liften op het succes van de film Crouching Tiger, Hidden Dragon uit 2000.

## Verhaal
De familie D'Artagnan is bezig met het avondeten, als Febre binnenvalt met zijn bende. Hij komt de belasting innen maar vader D'Artagnan is het hier niet mee eens en weigert. Dan ontstaat er een worsteling tussen de kleine Artagnan en Febre waarbij zijn vader er tussen springt, waarna Febre zijn zwaard trekt en de kleine wegslaat en zijn vader dodelijk neersteekt. Ook zijn moeder moet er aan geloven, maar de kleine D'Artagnan weet Febre nog een steek in het oog te geven waarna deze de kleine helemaal bewusteloos slaat.
Inmiddels is het 14 jaar later en D'Artagnan is een volwassen man geworden en opgevoed door Planchet, hij is onderweg naar Parijs om musketier te worden en om de dood van zijn ouders te wreken. Aangekomen bij het hoofdkantoor der musketiers blijkt dit te zijn opgeheven, omdat ze verdacht worden wegens verraad aan de koning. Toch weet D'Artagnan al gauw de harten van de musketiers te veroveren door zijn lef en moed te tonen om de meester der musketiers uit de gevangenis te bevrijden. Daarna doen de musketiers er alles aan om de koning en koningin uit handen te houden van Kardinaal Richelieu en zijn rechterhand Febre.

## Rolverdeling
- Justin Chambers - D'Artagnan (The Musketeer)
- Catherine Deneuve - Franse Koningin
- Tim Roth - Febre
- Mena Suvari - Francesca
- Stephen Rea - Kardinaal Richelieu
- Daniel Mesguich - Koning Lodewijk XIII
- Nick Moran - Aramis
- Steve Speirs - Porthos
- Jan Gregor Kremp - Athos
- David Schofield - Rochefort
- Jeremy Clyde - Lord Buckingham
- Jean-Pierre Castaldi - Planchet

## Achtergrond
Dit is de 16e filmbewerking sinds 1916 van het beroemde boek van Alexandre Dumas. Haar voorganger was The Three Musketeers uit 1993 met Charlie Sheen en Kiefer Sutherland in de hoofdrollen. Filmlocaties waren onder andere in Kasteel Miramont-Lartour (Frankrijk) en Kasteel Vianden (Luxemburg).
Opvallend is dat het belangrijke personage van Milady de Winter in deze versie van het verhaal niet voorkomt. De rol van Rochefort is in deze versie heel klein, maar de grote rol van Febre is duidelijk gebaseerd op kapitein Rochefort zoals deze in veel andere versies van De Drie Musketiers naar voren komt.